# Фицджеральд, Вентворт, 17-й граф Килдэр
Вентворт Фицджеральд (англ. Wentworth FitzGerald, 17th Earl of Kildare; 1634 — 5 марта 1664) — ирландский аристократ и политик, 17-й граф Килдэр и 3-й барон Оффали (1660—1664), пэр Ирландии. С 1634 по 1660 год носил титул учтивости — лорд Оффали.

## Биография
Второй сын Джорджа Фицджеральда, 16-го графа Килдэра (1612—1660), и леди Джоан Бойль (1611—1657), дочери Ричарда Бойля, 1-го графа Корка.
29 мая 1660 года после смерти своего отца Вентворт Фицджеральд стал 17-м графом Килдэр и 3-м бароном Оффали, унаследовав замки поместья графов Килдэр в Ирландии.
Граф Килдэр занимал посты губернатора графства Оффали, графства Килдэр и графства Лиишь. Он не владел никакой собственностью в Ноттингемшире, но в апреле 1660 года был избран членом Палаты общин Англии от Восточного Ретфорда. В 1661 году Вентворт Фицджеральд занял своё место в Ирландской палате лордов и был приведен к присяге в Тайный совет Ирландии. Он принимал активное участие в работе английского парламента и в работе тайного совета Ирландии.
Вентворт Фицджеральд, 17-й граф Килдэр, скончался в марте 1664 года. Ему наследовал его единственный сын Джон Фицджеральд, ставший 18-м графом Килдэр.

## Семья
17-й граф Килдэр женился около 1655 года на леди Элизабет Холлс, второй дочери Джона Холлса, 2-го графа Клэр (1595—1666), и его жены, достопочтенной Элизабет де Вер (1608—1683). У супругов было двое детей:
- Джон Фицджеральд, 18-й граф Килдэр (1661 — 9 ноября 1707)[2]
- Энн Фицджеральд[2], 1-й муж — Хью Боскавен из Треготнана[англ.], 2-й муж — достопочтенный Фрэнсис Робартес[англ.] (1650—1718), четвертый сын 1-го графа Рэднора. От второго брака у неё был один сын: Джон Робартес, 4-й граф Рэднор. Оба её мужа принадлежали к ведущим семьи Корнуолла[3].